# Kelly Arbey
Pas d'image ? Cliquez ici

a Compétitions nationales et continentales officielles uniquement.

b Matchs officiels uniquement.
Kelly Arbey, née le 9 mai 2005, est une joueuse internationale française de rugby à XV évoluant aux postes d'ailier ou d'arrière. Elle joue au Stade toulousain.

## Biographie
Kelly Arbey naît le 9 mai 2005. Elle commence le rugby à XV dès l'âge de quatre ans, suivant son grand-frère qui pratique ce sport. Elle joue successivement au RC revélois, au Puylaurens AC et au Castres olympique avant d'intégrer les rangs du Stade toulousain,. En parallèle, elle pratique également le football, l'escalade, le judo et le tennis.
Elle participe au Festival des Six Nations des moins de 18 ans en 2022 et 2023, où la France remporte le Grand Chelem.
En 2024, elle est sélectionnée avec l'équipe de France pour le Tournoi des Six Nations. Elle connaît sa première cape internationale dès la première journée face à l'Irlande en étant titularisé sur l'aile à seulement dix-huit ans.
En 2024-2025, elle fait partie de l'équipe de France qui dispute la série mondiale de rugby à sept.

## Palmarès

### À XV
- Vainqueur du Festival des Six Nations des moins de 18 ans en 2022 (Grand Chelem) et 2023 (Grand Chelem)

### À sept
- Médaillée de bronze aux tournois de Dubai, du Cap et de Perth lors du SVNS 2024-2025
- Vainqueur du Championnat d'Europe des moins de 18 ans en 2023